# Fiskardo
Fiskardo (Grieks:Φισκάρδο; Oudgrieks en Katharevousa: -on) is een havenstadje in het noorden van het Griekse eiland Kefalonia. Fiskardo is een bedrijvige, toeristische haven met vele restaurantjes en winkeltjes.
Het behoort tot de deelgemeente (dimotiki enotita) Erisos, gemeente (dimos) Lefkada, in de Griekse bestuurlijke regio (periferia) Ionische Eilanden.